# Pacto por México
El Pacto por México  fue un acuerdo político nacional firmado el 2 de diciembre de 2012 en el Castillo de Chapultepec en la Ciudad de México por el entonces Presidente de la República, Enrique Peña Nieto; Gustavo Madero Muñoz, Presidente del Partido Acción Nacional; Cristina Díaz Salazar, Presidenta Interina del Partido Revolucionario Institucional; y Jesús Zambrano Grijalva, Presidente del Partido de la Revolución Democrática. El Partido Verde Ecologista de México, a través de su vocero Arturo Escobar y Vega, se sumó como signatario del acuerdo el 28 de enero de 2013.
El Pacto tiene como acuerdo principal el profundizar el proceso democrático con base en tres ejes rectores:
- El fortalecimiento del Estado Mexicano
- La democratización de la economía y la política, así como la ampliación y aplicación eficaz de los derechos sociales
- La participación de los ciudadanos como actores fundamentales en el diseño, la ejecución y la evaluación de políticas públicas

El documento está dividido en 5 secciones: Visión, Acuerdos, Acuerdos Presupuestales 2013, Método de Trabajo y Compromisos para las Reformas.

## Firma

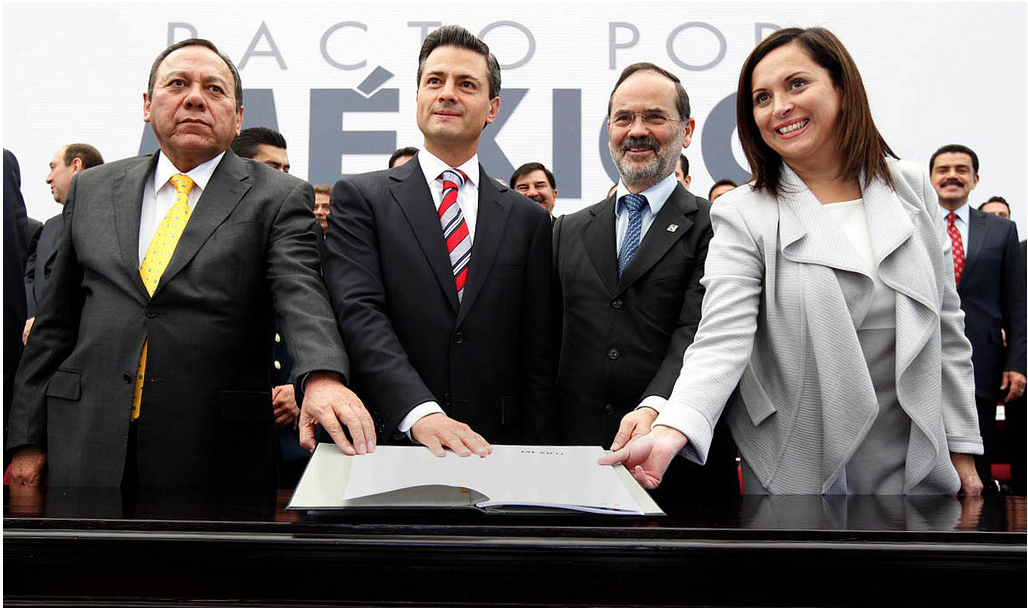
Firma del Pacto por México.

La firma del Pacto por México se dio el 2 de diciembre de 2012, un día después del inicio del Gobierno Federal encabezado por Enrique Peña Nieto. A la ceremonia protocolaria realizada en el Alcázar del Castillo de Chapultepec, además de los signatarios, asistieron: Jesús Murillo Karam, Presidente de la Cámara de Diputados; Ernesto Cordero Arroyo, Presidente del Senado de la República; los coordinadores parlamentarios de los distintos partidos en las Cámaras del Congreso de la Unión; Secretarios de Estado, Gobernadores, Gobernadores electos y el jefe de Gobierno electo del Distrito Federal, así como los dirigentes del Partido Verde Ecologista de México.

## Acuerdos
El Pacto contiene cinco grandes acuerdos, que a su vez, contienen acuerdos particulares de cada tema que se traducen en 95 compromisos.

### Sociedad de derechos y libertades
Mediante este Pacto, los signatarios acuerdan que el gobierno realizará un conjunto
de acciones administrativas y que las fuerzas políticas pactantes impulsarán reformas
legislativas, así como acciones políticas que amplíen la libertad y la gama de
derechos exigibles y efectivos para todos los mexicanos.
- Se crea una red de protección social que garantice el acceso al derecho a la salud a través del Sistema de Seguridad Social Universal que incorpora la portabilidad de las coberturas para que todos los asegurados puedan ser atendidos en cualquiera de los sistemas públicos de salud a su elección, la convergencia de los sistemas públicos de salud para igualar gradualmente la cobertura y calidad de todos ellos, la modificación de las normas mexicanas para prohibir en las escuelas los llamados alimentos chatarra, una pensión para los adultos mayores de 65 años que no cuenten con un sistema de ahorro para el retiro o pensión del IMSS o ISSSTE, seguro de desempleo y seguro de vida para jefas de familia.

- Se crea el Sistema Nacional de Programas de Combate a la Pobreza que elimina el sesgo asistencial, el uso electoral de programas sociales y que garantiza el derecho mínimo fundamental a la alimentación.

- Se impulsa una reforma educativa que contemple la creación de un Sistema de Información y Gestión Educativa, el otorgamiento de autonomía al Instituto Nacional de Evaluación Educativa, el robustecimiento de la autonomía de gestión de las escuelas, el establecimiento de escuelas de tiempo completo con alimentos nutritivos, la implementación de un programa de dotación de computadoras portátiles para alumnos de quinto y sexto año de primaria, la creación del Servicio Profesional Docente, el fortalecimiento de la educación para maestros, el incremento de presupuesto con el fin de garantizar la cobertura de al menos 80% en educación media superior y superior, la creación de un Programa Nacional de Becas para alumnos de educación media superior y superior y el impulso de un programa piloto llamado beca-salario en tres estados de la República.

- Se fortalece la cultura como elemento de cohesión social mediante la protección y restauración de sitios arqueológicos y monumentos históricos, la renovación de infraestructura cultural (teatros, auditorios, museos, galerías, bibliotecas, etc), la introducción de programas de educación artística en las escuelas, el incremento de estímulos económicos para las artes y el relanzamiento y articulación de los Institutos México en el mundo.

- Se consolidan los derechos humanos a través de un Programa Nacional de Derechos Humanos que establezca una instancia federal que permita dar seguimiento a la instrumentación de la reciente reforma en materia de derechos humanos, adicionalmente se crearán las Leyes de Reparación de Daño, Reglamentaria del Artículo 29 Constitucional, Reglamentaria del Artículo 33 Constitucional en materia de expulsión de extranjeros, sobre el uso legítimo de la fuerza pública y se reformarán la Ley de la Comisión Nacional de los Derechos Humanos y las Constituciones de los estados y el Estatuto de Gobierno del Distrito Federal para garantizar la autonomía de los organismos locales de derechos humanos. De igual modo, se promoverá la entrada en vigor de la Ley de Atención a Víctimas. Se crea una instancia especial en la que participen autoridades y miembros de la sociedad civil organizada que se aboque a establecer los mecanismos de protección de defensores de derechos humanos y periodistas. Se toma como política migratoria la defensa de la decisión de migrar como un derecho humano. Se busca la inclusión de la enseñanza sobre derechos humanos en la educación básica y media y la prevención y castigo de los actos inhumanos y degradantes. Se analiza la necesidad de crear la Cédula de Identidad Ciudadana y el Registro Nacional de Población.

- Se establece una política de Estado para que los indígenas ejerzan en la práctica los mismos derechos y oportunidades que el resto de los mexicanos mediante el fortalecimiento de las comunidades indígenas, el acceso equitativo a la justicia y a la educación y el establecimiento como prioridad presupuestal de la educación, salud, infraestructura y créditos para los habitantes de las comunidades indígenas.

### Crecimiento económico, empleo y competitividad
- Se promueve la intensificación de la competencia económica en todos los sectores de la economía mediante el fortalecimiento a la Comisión Federal de Competencia y la creación de Tribunales especializados en materia de competencia económica y telecomunicaciones.

- Se garantiza el acceso equitativo a telecomunicaciones al reformar la Constitución para reconocer el derecho al acceso a la banda ancha, reforzar la autonomía de la COFETEL, incrementar la red de CFE, garantizar el acceso a la banda ancha en sitios públicos, crear una instancia responsable de la agenda digital, licitar más cadenas nacionales de televisión abierta, reordenar la legislación del sector telecomunicaciones en una sola ley, adoptar simultáneamente las medidas de fomento a la competencia en televisión, radio, telefonía y servicios de datos.

- Se promueve el desarrollo a través de la ciencia, la tecnología y la innovación mediante el incremento gradual en investigación científica y el desarrollo tecnológico para alcanzar el uno por ciento del PIB, el establecimiento de un programa de largo plazo para el desarrollo especializado de la ciencia y la tecnología y el aumento del número de investigadores y de centros dedicados a la ciencia, la tecnología y la innovación.

- Se promueve una cultura ambiental que impulse la inversión para la investigación y el desarrollo de proyectos de energías renovables, el establecimiento de un programa para el impulso de la infraestructura para la captación y el almacenamiento del agua pluvial, la conclusión de obras de control de inundaciones, la revisión y rehabilitación de ciento quince presas con alto riesgo y cinco mil kilómetros de bordos, el uso del agua de mar como fuente de abastecimiento con plantas desalinizadoras, la creación de una nueva Ley de Agua Potable y Saneamiento, la reforma a la Ley de Aguas Nacionales y la implementación de un programa para aumentar la infraestructura para recolectar, separar, reciclar y aprovechar el potencial de los residuos.

- Se promueve una reforma energética en la que los hidrocarburos sigan siendo propiedad de la Nación y haya reglas de gobierno corporativo y de transparencia como en cualquier corporativo productivo de clase mundial que permitan la multiplicación de la exploración y la producción de hidrocarburos, la competencia en los procesos de refinación, petroquímica y transporte de hidrocarburos sin privatizar PEMEX. De igual modo, se fortalece la Comisión Nacional de Hidrocarburos para exigir eficiencia y transparencia, se utiliza a PEMEX como promotor de una cadena de proveedores nacionales y como desarrollador de energías renovables y ahorro de energía.

- Se promueve una nueva Ley para la Explotación Minera que estipule que los recursos emanados de estos derechos se aplicarán en beneficio de los municipios y comunidades donde haya explotaciones mineras; adicionalmente, se prohíbe la explotación minera del carbón mediante tiros verticales.

- Se fortalece la Banca de Desarrollo para ampliar el crédito a las pequeñas y medianas empresas, la innovación, la creación de patentes y la infraestructura; se cambia el marco legal para que la banca comercial y las instituciones de crédito presten más y más barato y se reduzca el costo de los servicios financieros.

- Se reactiva el campo mexicano con medidas que combatan la intermediación, garanticen una adecuada comercialización, incrementen productividad agropecuaria, orienten los subsidios para asegurar el apoyo a productores, incremente la tecnología para la modernización de los distritos riego y el funcionamiento de cadenas productivas de valor. Adicionalmente, se fortalece el esquema de pagos por servicios ambientales.

- Se establece una Estrategia Nacional para el Desarrollo del Sur-Sureste que incluye la ampliación y modernización de la red carretera y ferroviaria, la integración digital, el mejoramiento de la infraestructura educativa y de salud y la creación de polos de desarrollo industrial, turísticos, portuarios, agrícolas, pesqueros y de energías de fuentes renovables.

- Se expide una nueva Ley Nacional de Responsabilidad Hacendaria y Deuda Pública para las entidades federativas y municipios.

- Se promueve una reforma hacendaría que mejora y simplifica el cobro de los impuestos, amplia la base de contribuyentes, combate la elusión y la evasión fiscales, fortalece el cobro del impuesto predial, construye una relación más equitativa entre la Federación y las entidades federativas, compacta áreas y dependencias de gobierno, elimina los privilegios fiscales, prohíbe los subsidios regresivos que benefician a la población de altos ingresos.

### Seguridad y justicia
- Se establece un Plan Nacional de Prevención y Participación Comunitaria que focaliza en municipios con alto nivel de violencia la aplicación del nuevo Sistema de Seguridad Social Universal, los programas de combate a la pobreza, las escuelas de tiempo completo, el programa de empleo para jóvenes y la recuperación de espacios públicos.

- Se aplica un esquema de Policías Estatales Coordinadas con policías municipales convertidos en policías de proximidad y se crea la Gendarmería Nacional como un cuerpo de control territorial.

- Se toman medidas para implantar en todo el país el nuevo sistema de justicia penal, acusatorio y oral.

- Se crea un Código Penal Único y un Código de Procedimientos Penales Único con validez en todo el territorio nacional.

- Se reforma la Ley de Amparo.

- Se reforma el sistema penitenciario integralmente al construir nuevos centros de readaptación social e implementar un nuevo sistema de cumplimiento de penas de servicios comunitarios por delitos menores, haciendo énfasis en jóvenes presos.

### Transparencia, rendición de cuentas y combate a la corrupción
- Se implementa la reforma para la rendición de cuentas contables.

- Se amplían las facultades del IFAI para que pase a ser un órgano constitucional autónomo y se promueve que los órganos estatales de acceso a la información sean autónomos y colegiados.

- Se establece una comisión nacional y comisiones estatales anticorrupción con facultades de prevención, investigación, sanción administrativa y denuncia; de igual modo, se crea el Consejo Nacional para la Ética Pública con la participación de autoridades y la sociedad civil.[5]

### Gobernabilidad democrática[6]
- Se impulsa la figura de Gobiernos de Coalición que apruebe un programa de gobierno y una agenda legislativa y tenga un gabinete de coalición para el cumplimiento del programa de gobierno aprobado previamente.

- Se busca que la Toma de Posesión Constitucional del Presidente de los Estados Unidos Mexicanos se adelante al 15 de septiembre a partir del 2024, esto con el fin de facilitar el proceso de transición y la coexistencia de los gobiernos saliente y entrante.

- Se impulsa una Ley General de Partidos y una reforma electoral[7] que promueva la reducción y mayor transparencia del gasto de los partidos, la disminución de los topes de campaña, la revisión de los tiempos oficiales de radio y televisión, la racionalización del uso de los anuncios publicitarios, la prohibición del uso y entrega de utilitarios de promoción electoral (materiales plásticos, materiales textiles, despensas y materiales de construcción), el fortalecimiento de la legislación para evitar el uso de esquemas financieros y/o recursos de origen ilícito con el propósito de inducir y coaccionar el voto, la creación de una autoridad electoral de carácter nacional y una legislación única, que se encargue tanto de las elecciones federales, como de las estatales y municipales y la incorporación de nuevas causales de nulidad de una elección lo siguiente como: el rebase de los topes de campaña, la utilización de recursos al margen de las normas establecidas y la compra de cobertura informativa.

- Se busca culminar la al definir el nombre oficial de la Ciudad de México, dotar de Constitución propia al Distrito Federal, revisar las facultades del jefe de Gobierno y de la Asamblea Legislativa del DF, impulsar la elección de gobiernos colegiados con representación plural semejante a los ayuntamientos y definir un esquema que considere su carácter de capital del país.

- Se revisa el marco legal de los fueros para eliminar privilegios.

- Se busca la aprobación de las Leyes Reglamentarias de Candidaturas Independientes, de Iniciativa Ciudadana, de Iniciativa Preferente y de la Consulta Popular.

- Se revisa la reelección de legisladores.[8]

- Se crea una instancia ciudadana y autónoma que supervise que la contratación de publicidad para todos los niveles de gobierno en medios de comunicación, establezca un límite en el gasto de publicidad de cada entidad pública y garantice el derecho de réplica.

## Aplicación
Para la planeación y desarrollo de avances del Pacto existe un Consejo Rector, para su supervisión y seguimiento una Coordinación Técnica, además de considerar a miembros de la Sociedad Civil Organizada.

### Consejo Rector
El Consejo Rector del Pacto por México tiene la responsabilidad de articular las negociaciones centrales, definir objetivos, determinar mesas de trabajo por materia y/o reforma, establecer un calendario de trabajo y elaborar las iniciativas de ley que se requieran, para someterlas a la discusión del Congreso de la Unión. Dicho Consejo lo integran:
- Por parte del Gobierno Federal: Miguel Ángel Osorio Chong, Luis Videgaray Caso, Aurelio Nuño Mayer y Felipe Solís Acero.

- Por parte del Partido Acción Nacional: Gustavo Madero Muñoz, Santiago Creel Miranda, Marco Antonio Adame Castillo, Rosa Adriana Díaz Lizama, Alejandro Zapata Perogordo y Juan Francisco Molinar Horcasitas.

- Por parte del Partido Revolucionario Institucional: César Camacho Quiroz, Martha Sofía Tamayo Morales, Raúl Cervantes Andrade, Héctor Humberto Gutiérrez de la Garza y Arturo Huicochea Alanís.

- Por parte del Partido de la Revolución Democrática: José de Jesús Zambrano Grijalva, Jesús Ortega Martínez, Pablo Gómez Álvarez, Eloi Vázquez López, María Alejandra Barrales Magdaleno y Guadalupe Acosta Naranjo.

El Consejo Rector tiene un Presidente cuya titularidad rotará de forma mensual entre los líderes nacionales de los partidos políticos signatarios, actualmente es César Camacho Quiroz. Como Coordinador Ejecutivo se desempeña José Nelson Murat Casab.

### Coordinación Técnica
La Coordinación Técnica del Pacto por México tiene la responsabilidad de dar seguimiento a los acuerdos del Consejo Rector y a los acuerdos de las mesas de trabajo por materia, así como instrumentar las acciones de comunicación y difusión a la opinión pública. Dicha Coordinación está integrada por: Felipe Solís Acero, representante del Gobierno Federal; Juan Francisco Molinar Horcasitas del Partido Acción Nacional; Arturo Huicochea Alanís del  Partido Revolucionario Institucional y Guadalupe Acosta Naranjo del Partido de la Revolución Democrática.

### Calendario
El documento suscrito contempla tiempos generales de inicio y fin de implementación, así como anotaciones sobre si los acuerdos están sujetos o no a la aprobación de alguna reforma, o bien, si el compromiso implica una reforma per se. El plazo máximo de culminación de implementación de los acuerdos es el segundo semestre de 2018.

## Adéndum
El 7 de mayo de 2013, el Presidente Enrique Peña Nieto y los presidentes de los tres partidos políticos nacionales con mayor representación: César Camacho Quiroz del Revolucionario Institucional, Gustavo Madero Muñoz del Partido Acción Nacional y Jesús Zambrano Grijalva de la Revolución Democrática firmaron un adéndum al pacto con dos acuerdos que contienen once compromisos adicionales.

### Acuerdos para garantizar la limpieza de las elecciones de 2013
- Respeto a la ley y limpieza electoral. Se exige y garantiza que quien haya cometido o cometa en un futuro delitos electorales sea debidamente sancionado, por lo que se promoverán acciones de procuración de justicia y de control administrativo federales y estatales al respecto.

- Blindaje electoral. Se toman medidas de prevención para garantizar elecciones limpias, equidad en la competencia y blindaje contra el uso electoral de los programas sociales, entre ellas: suspensión temporal de movimientos de altas y bajas de beneficiarios en los padrones de los programas sociales en los estados con elecciones hasta que se instale un Consejo Ciudadano que verifique los criterios de aplicación de dichos programas; suspensión de reuniones públicas con los beneficiarios de programas sociales; adelanto de 45 días antes de la elección la entrega de los apoyos de los programas; publicación de la lista de los beneficiarios de los padrones de Oportunidades, 65 y más, Estancias Infantiles, Programa de Vivienda Tu Casa, Vivienda Rural, Seguro Popular y Programas de Empleo Temporal; atención y resolución de las denuncias sobre los delegados federales que presuntamente actúen con fines electorales, adicionalmente, la Unidad de Inteligencia Financiera de la Secretaría de Hacienda y Crédito Público investigará las cuentas bancarias de los gobiernos de los estados si realizan retiros en efectivo por cantidades relevantes.

- Participación de la sociedad civil. Se crean instancias para que organizaciones de la sociedad civil especializadas en transparencia, vigilen el funcionamiento y la operación de los programas sociales con criterios no electorales, entre sus tareas están: auditar padrones de beneficiarios de los programas sociales; revisar y emitir opiniones sobre los criterios de las altas y las bajas de los beneficiarios para evitar sesgos partidistas; revisar, transparentar y emitir opiniones sobre las reglas de operación y los criterios técnicos de los principales programas de combate a la pobreza y los convenios de colaboración; así como promover observatorios ciudadanos del ejercicio del gasto de los gobiernos estatales y de la imparcialidad de actuación de los gobernadores durante los procesos electorales.

- Profesionalización e imparcialidad de los delegados y operadores de programas federales. Se definen los criterios que deben normar el perfil profesional de los delegados federales, subdelegados y principales operadores de las de las dependencias responsables de manejar programas sociales.

- Comisiones plurales estatales. Se promueve la creación de una Comisión Plural de preservación del entorno político de equidad de la competencia en cada una de las entidades federativas que tendrán elecciones en julio de 2013. Dichas comisiones se integrarían por el gobernador del estado, los representantes de los partidos políticos nacionales y estatales y un representante de la Secretaría de Gobernación. Entre sus funciones están: atender denuncias y realizar acuerdos políticos que aseguren la imparcialidad de las elecciones y las condiciones de equidad en la competencia política; vigilar que los gobiernos estatales y municipales se abstengan de utilizar los medios de comunicación bajo formas ilegales de publicidad gubernamental.

- Comisión Plural Nacional. La Comisión está integrada por el Secretario de Gobernación que la presidirá, y por los presidentes de los partidos políticos nacionales. Sus funciones serán: dar seguimiento al trabajo de las mesas políticas estatales y a las denuncias no resueltas en las instancias locales; realizar acuerdos que aseguren las condiciones de equidad en la competencia política; atender denuncias y coadyuvar con la Secretaría de Gobernación para que ésta actúe ante amenazas de inseguridad de los candidatos y de los miembros de los partidos que participen en su realización.

- Condiciones de equidad de la competencia electoral. La Comisión Plural Nacional promoverá en las entidades con elecciones los siguientes acuerdos políticos: los Gobernadores y presidentes municipales se abstendrán de realizar entregas de apoyos gubernamentales en los 45 días previos a las elecciones; hacer públicos los beneficiarios de todos los programas sociales a nivel municipal; a no utilizar recursos públicos para favorecer a un partido político o candidato y a no entregar despensas, ni utilitarios.

- Observación electoral. El gobierno federal y los partidos políticos nacionales gestionarán activamente la participación de observadores electorales nacionales y de visitantes internacionales al proceso electoral de 2013.

### Acuerdos vinculados a los compromisos originales
- Adelanto de la reforma electoral. Se instala una mesa integrada por los representantes del Consejo Rector y de los Grupos Parlamentarios de ambas cámaras legislativas para presentar la iniciativa reforma política y electoral en un eventual periodo extraordinario del Congreso de la Unión.[13]

- Sistema Nacional de Programas Sociales. Se instala una mesa integrada por los representantes del Consejo Rector y de los Grupos Parlamentarios, para acordar una iniciativa que cree el Sistema Nacional de Programas Sociales para combatir con mayor eficacia la pobreza que evite las duplicidades, los subsidios regresivos y que establezca evaluaciones permanentes, transparencia integral, la profesionalización de los delegados federales y operadores de los programas sociales.

- Transparencia, deudas estatales y combate a la corrupción. Se redoblan esfuerzos en las iniciativas de ley relacionadas con deudas estatales, transparencia y combate a la corrupción.

## Críticas
El Pacto por México también ha levantado críticas entre académicos y distintas organizaciones. Se ha señalado ser un acuerdo político que no está constituido con base en el consenso ni representa la pluralidad del país, en contradicción de su propio tercer eje rector.
También se percibe como un acuerdo ambiguo y poco detallado, dejando margen para interpretaciones contradictoras, sobre todo en los temas de la reforma energética, hacendaria y fiscal.
Desde la perspectiva económica, el economista José Luis Gutiérrez Lozano, sostiene que dicho pacto es la continuación del modelo financiero que ha fracasado en México, así como en muchos otros países del mundo. Del mismo modo, el perredista Miguel Ángel Cantoral Gatica opina que el pacto intenta ser solo un mensaje a los mercados financieros internacionales.
El líder nacional del PRD, Jesús Zambrano,  el 29 de noviembre de 2013, anunció el retiro de este partido del Pacto por México, al alegar anomalías en el proceso de discusión de la reforma política, e intentar detener la reforma energética.
Para la abogada e investigadora en derecho María del Carmen Alanis, el pacto por México " logró un híbrido que, más que fortalecer la independencia, agudizó la dependencia y la presión política".